# Lančana reakcija
Lančana reakcija je niz reakcija gdje proizvodi reakcije uzrokuju ponovno reakciju. Ako je pozitivna povratna veza veća od 1, dakle ako svaka reakcija prouzroči više od jedne nove reakcije, tada dolazi do pojačavanja ukupnog broja reakcija. Da bi se lančana reakcija održala, ta pozitivna povratna veza mora biti barem 1, u protivnom će se lančana reakcija smanjivati i na kraju prekinuti.
Primjeri:
- Lančana reakcija neutronske fisije: neutron prigodne brzine udara u atom pogodan za fisiju, uzrokuje fisiju koja pri tome oslobađa nekoliko neutrona. Ako prosječno jedan od tih neutrona uspije pokrenuti sljedeću fisiju, reakcija se nastavlja nesmanjenim intenzitetom. Ako više od jednog neutrona uspije prouzročiti daljnju fisiju, reakcija eksponencijalno raste po intenzitetu i naziva se nadkritičnom.
- Primjer lančane kemijske reakcije je sinteza klorovodika gdje pri svakom reakcija traži jednu molekulu H2 ili Cl2, je jedan slobodni radikal H· ili Cl·, stvarajući molekulu klorovodika HCl i jedan slobodni radikal koji će započeti sljedeću reakciju.
- Proces lavine elektrona: sudari slobodnih elektrona s neutralnim atomima u jakom električnom poǉu izazivaju oslobađaǌe dodatnih slobodnih elektrona koje će električno polje ubrzati, te koji će se u nastavku sudariti s drugim atomima i time se postupak ponavlja.
- Kaskadni kvar -, pojedinačni kvar jednog dijela u sustavu međusobno povezanih dijelova uzrokuje kvar susjednog dijela. Primjer je kaskadni kvar u elektroenergetskom sustavu gdje funkcioniraǌe jednog dijela ovisi o fukcioniranju prethodnog dijela, te stoga prestanak rada jednog dijela uzrokuje i prestanak rada susjednog dijela.
- Lančana reakcija polimeraze, tehnika u molekularnoj biologiji za povećanje količine DNK molekula, tj. za izradu mnogo identičnih kopija DNK, primjenom DNK polimeraze koja uzrokuje enzimsku reakciju replikacije.